# Украшенный лори Вильгельмины
Украшенный лори Вильгельмины (лат. Charminetta wilhelminae) — птица отряда попугаеобразных. Обитает в субтропических и тропических влажных горных лесах на нагорьях Новой Гвинеи, на высотах от 1000 до 2200 м. Считается, что размер популяции этих попугаев менее 50 000 особей, но стабилен. МСОП присвоил виду статус LC.

## Описание
Средняя длина 13 см, вес 20 г. Это мельчайший из представителей своего рода. Детали окраса самцов и самок, молодых и взрослых особей, отличаются.